# Martin van Meurs (politicus)
Martin Henry van Meurs (Scheveningen, 14 maart 1951) is een Nederlands politicus en historicus.

## Levensloop
Hij studeerde geschiedenis aan de Katholieke Universiteit Nijmegen en promoveerde in 1997 aan de Universiteit Utrecht op een proefschrift over de Zuid-Afrikaanse staatsman en militair Jan Christian Smuts. In 1978 kwam Van Meurs in de Arnhemse gemeenteraad. Van 1982 tot 1990 was hij namens de PvdA wethouder in Arnhem. Hierna was hij onder meer werkzaam als publicist verbonden aan de Rijksuniversiteit Groningen. Voor de Tweede Kamerverkiezingen van 1998 stond hij op de derde plaats op de kandidatenlijst van De Groenen. In 2002 keerde hij namens de lokale partij Leefbaar Arnhem, die hij in 1998 opgericht had, als gemeenteraadslid terug in de politiek. Die partij was voor financiële steun aan Vitesse en liet dit onder meer blijken doordat haar afgevaardigden een raadsvergadering  bijwoonden in Vitesse-shirt. Nadat was gebleken dat Leefbaar Arnhem een gift voor haar verkiezingscampagne had geaccepteerd van Vitesse-prominent Herman Veenendaal raakte de partij zodanig in opspraak dat ze in 2004 verderging als Pro Arnhem.

## Opspraak
In november 2010 werd Van Meurs aangehouden op verdenking van het bezit en verspreiding van kinderporno. Door Pro Arnhem werd hij uit de partij gezet en hij legde zijn functie als directeur van het Nederlands Tegelmuseum in Otterlo neer.
Hij werd veroordeeld tot een jaar celstraf en daarbovenop een half jaar voorwaardelijk. Er waren ruim 3400 afbeeldingen en 241 films op zijn computer aangetroffen die ontdekt werden toen hij afbeeldingen liet afdrukken via een fotowinkel. Naast kinderporno werden er ook afbeeldingen van seks met dieren aangetroffen. In november 2011 kwam Van Meurs wederom in opspraak omdat hij voornemens was om na zijn vrijlating zijn raadszetel weer in te nemen. In de landelijke politiek leidde dit tot een Kamervraag van de PvdA naar de mogelijkheid om mensen die veroordeeld zijn voor een zwaar misdrijf hun passief kiesrecht te ontnemen. Op 19 december maakte hij zijn rentree in de gemeenteraad onder de naam Nieuw Leefbaar Arnhem. Een deel van de raad verliet de zaal en vanaf de publieke tribune werd hij beschimpt. Van Meurs gaf financiële redenen en de mogelijkheid op een tweede kans als uitleg voor zijn terugkeer.
Op 27 februari 2013 maakte het Openbaar Ministerie bekend dat Van Meurs opnieuw was aangehouden voor het bezit van kinderporno. In een rechtszitting op 9 april dat jaar verklaarde justitie dat op de laptop, iPad en usb-sticks van Van Meurs 170 kinderpornofoto’s en 5 kinderpornofilms waren aangetroffen. Van Meurs ontkende het bezit van kinderporno. Op 16 juli dat jaar werd de politicus in Zutphen op basis van de nieuwe vondst veroordeeld tot een celstraf van vijftien maanden, waarvan vijf voorwaardelijk voor het opnieuw in bezit hebben van kinderporno tijdens zijn proeftijd. Van Meurs zelf verklaarde dat hij de afbeeldingen in het kader van een 'afkickprogramma' had gedownload en ging in hoger beroep. Ondertussen startte het Arnhemse college van B&W een onderzoek naar de woonplaats van Van Meurs. In een interview had hij aangegeven (antikraak) in Ulft te wonen, waarmee hij niet woonachtig was in de gemeente waarvan hij raadslid was. Op 22 april 2013 zette de gemeenteraad Van Meurs op grond van de woonregels uit de raad. Van Meurs stapte naar de Raad van State om de schorsing aan te vechten. Op 18 september 2013 oordeelde de Raad van State dat de beslissing om Van Meurs uit de raad te zetten gegrond was. Op 31 december 2013 werd Van Meurs voor het tweede kinderporno-incident in hoger beroep tot 10 maanden onvoorwaardelijke celstraf veroordeeld. Hij kwam wel in aanmerking voor de wachtgeldregeling.

## Selectie werken
- Arnhemse verhalen en gebeurtenissen van 1940 tot heden deel 1, 1998. Uitgeverij Matrijs
- Arnhemse verhalen en gebeurtenissen deel 2, 2002, Uitgeverij Matrijs
- De laatste dagen van een boerenrepubliek. Polderdistrict Betuwe, vijfentwintig jaar werk en strijd, 2002, Uitgeverij Matrijs
- Arnhem in de twintigste eeuw, Redactie M.H. van Meurs, 2004, Uitgeverij Matrijs
- Een beeld van een provincie, Groningen in de twintigste eeuw, 2005, Uitgeverij van Gorcum
- Liefde en rotting, 2008, Free Musketeers
- Geschiedenis van Arnhem, redactie Keverling Buisman, F. en M.H. van Meurs, 2009 Uitgeverij Matrijs

- Bibliothèque nationale de France: cb14544693v (data)
- Gemeinsame Normdatei: 173473830
- International Standard Name Identifier: 0000 0003 7484 2190
- Library of Congress Control Number: no99066042
- Nederlandse Thesaurus van Auteursnamen: 157846539
- Virtual International Authority File: 230031014
- WorldCat: E39PBJk4GvGywbQhJMqTWCQwmd